# Tsutomu Shibayama
Tsutomu Shibayama (芝山努, Shibayama Tsutomu, nascido em 9 de março de 1941) é um diretor de animação de filmes e séries japonês. Ele nasceu em Asakusa, Taitō, Tóquio.
Em 2012, ganhou o prêmio Agency for Cultural Affair Award.

## Trabalho
- Doraemon: Diretor
- Doraemon: Nobita and the Castle of the Undersea Devil: Diretor
- Doraemon: Nobita's Great Adventure into the Underworld: Diretor
- Doraemon: Nobita's Little Star Wars: Diretor
- Doraemon: Nobita and the Steel Troops: Diretor
- Doraemon: Nobita and the Knights of Dinosaurs: Diretor
- Doraemon e a Viagem à China Antiga: Diretor
- Doraemon: Nobita and the Birth of Japan: Diretor
- Doraemon: Nobita and the Animal Planet: Diretor
- Doraemon: Nobita in Dorabian Nights: Diretor
- Doraemon: Nobita e o Reino das Nuvens: Diretor
- Doraemon: Nobita and Tin-Plate Labyrinth: Diretor
- Doraemon: Nobita and Fantastic Three Musketeers: Diretor
- Doraemon: Nobita's Genesis Diary: Diretor
- Doraemon e o Expresso do Tempo: Diretor
- Doraemon: A Aventura de Nobita em Clockwork Cidade: Diretor
- Doraemon: Aventura no Mar do Sul de Nobita: Diretor
- Doraemon: Nobita Drifts in the Universe: Diretor
- Doraemon: Nobita e a Lenda do Rei Sol: Diretor
- Doraemon: No Mágico Mundo das Aves: Diretor
- Doraemon: O Filme - Gladiador: Diretor
- Doraemon e os Deuses do Vento: Diretor
- Doraemon: Nobita in the Wan-Nyan Spacetime Odyssey: Diretor
- Makoto-chan: Diretor
- Nintama Rantaro: Diretor
- Ranma ½ : Diretor (Temporada 1)
- Mighty Cat Masked Niyandar: Diretor